# Porto Azzurro
Porto Azzurro egy község Elba szigetén. Közigazgatásilag Olaszország Toszkána tartományának Livorno megyéjéhez tartozik.

## Nevének eredete
A Mola-öböl (olaszul Golfo di Mola) partján fekvő város első ismert elnevezése Longone, az olasz lungo (magyarul hosszú) kifejezésből ered, utalva a tengeröböl hosszanti fekvésére. 1873-tól Porto Longone. Jelenlegi elnevezése Porto Azzurro, melyet 1947-ben vett fel, magyarul Kék kikötőt jelent.

## Földrajza
Elba sziget délkeleti partvidékén, a Mola-öböl partján fekszik. Gazdaságának legjelentősebb tényezője az idegenforgalom.

## Nevezetességei
- A város védőszentjének, Idősebb Szent Jakab apostol tiszteletére szentelt templom (olaszul Chiesa di San Giacomo Maggiore)
- A város környéki hegyekben fekvő Monserrati Madonna szentélyt (olaszul Santuario della Madonna di Monserrato) 1606-ban a spanyolok építették.
- A San Giacomo erődöt a 17. század kezdetén a spanyolok építették, miután III. Fülöp a várost elfoglalta. A csillag alaprajzú erődöt az öböl bejáratánál fekvő magaslaton emelték.
- La Piccola Miniera bányamúzeum. A sziget bányászatának történelmét mutatja be, s ezenkívül ásványgyűjteménnyel is rendelkezik.

## Külső hivatkozások
- A bányamúzeum weblapja (olaszul)